# Список персонажів Grand Theft Auto: Vice City
У цій статті наведена інформація про персонажів гри «Grand Theft Auto: Vice City». Всі герої та події, описувані в грі, є вигаданими.

## Головний герой
Озвучив: Рей Ліотта
Протагоністом гри є 35-річний італоамериканець Томмі Версетті. Він народився в Ліберті-Сіті у 1951 році.  В дитинстві разом з батьком працював у друкарні. Хотів піти по стопах батька, але вибрав іншу дорогу і пішов працювати на кримінальну сім'ю Фореллі. На початку 70-х років Томмі продовжував працювати на Сонні Фореллі і вельми успішно просувався вгору по кримінальних кар'єрних сходах. Побоюючись того, що він стає все сильніше, Сонні послав до нього кілерів. Але Томмі не тільки вижив у результаті нападу, але і вбив 11 кілерів, які напали на нього. Томмі повинен був бути засуджений до смертної кари, але в обмін на мовчання на суді, Фореллі допомогли змінити вирок на 15 років ув'язнення.
Відсидівши 15 років, Томмі виходить на свободу. Томмі був дуже відомий у Ліберті-Сіті після замаху і для Сонні Фореллі було б дуже небезпечно залишати працювати його в місті. Через це Сонні вирішує відправити Томмі працювати в Вайс-Сіті. В той же час сім'я Фореллі вирішила торгувати наркотиками з сім'ями з цього міста і вийшла на сім'ю Венс. На операцію з торгівлі наркотиками, яка повинна проходити в Вайс-Сіті, Сонні послав Томмі та ще двох своїх людей. Однак, про угоду дізнається інша банда Вайс-Сіті і її люди влаштовують засідку на місці, де вона повинна проходити. Втекти з пастки вдається тільки Томмі, Кену Розенбергу, який його супроводжує і Ленсу Венсу, ще одному наркодиллеру. Інші учасники угоди гинуть, в тому числі Віктор Венс, голова сім'ї Венс.
Томмі прибуває у готель на Оушен-Біч. Домовившись з Кеном про зустріч у його конторі, він відразу ж дзвонить Сонні Фореллі. Той в люті і вимагає повернути йому його гроші. Томмі дає йому слово, що він дістане всі загублені наркотики і гроші. Після розмови Томмі їде в офіс до Розенберга за порадою, де можна заробити гроші. Кен радить відвідати вечірку полковника Хуана Гарсія Кортеса. Отримавши запрошення на його яхту, Томмі бере собі дорогий костюм в магазині одягу "Rafael's". Прибувши на вечірку, він знайомиться з самим Кортесом, який, у свою чергу, знайомить його зі своєю донькою Мерседес. Вона показує йому всіх великих «шишок» у місті, майбутніх роботодавців Томмі, і розповідає про кожного з них. Після цього Мерседес просить підвезти її до стриптиз-клубу. Після цього Томмі продовжує шукати людей, причетних до зриву угоди. Він виходить на Кента Пола, який може про це знати. Від нього він дізнається, що один з винуватців події - кухар Лео Тіл. У ході допиту він випадково вбиває його, обірвавши тим самим єдину ниточку в розслідуванні. У той же момент Томмі зустрічає Ленса Венса, який був присутній на операції і втратив брата Віктора. Він каже Томмі, що теж шукає винуватця і пропонує об'єднати зусилля. Тим часом сім'я Фореллі продовжує тиснути на Томмі, щоб він повернув гроші.
Пізніше в контору Кена Розенберга приходить досить відомий і успішний будівельний магнат Ейвері Керрінгтон, запропонувавши Томмі роботу за щедру оплату. Через деякий час з Томмі зв'язується полковник Хуан Гарсія Кортес, який пропонує Томмі працювати на нього в обмін на допомогу в пошуку винних в зриві угоди. Томмі погоджується. Одним із завдань полковника було захистити великого наркобарона Рікардо Діаса під час його зустрічі з кубинцями. Томмі разом із Ленсом рятують Діаса від банди гаїтянців, які намагалися зірвати зустріч. Після цього Діас пропонує їм роботу.
В ході роботи на Діаса, Томмі дізнається від Ленса, що саме Діас організував засідку на місці проведення угоди, що пізніше підтвердив Кортес. Ленс спробував вбити Рікардо самостійно, але спроба провалилася і Ленс потрапив до Діаса в заручники. Дізнавшись про це від Кента Пола, Томмі рятує Ленса. Через деякий час вони разом вриваються до маєтку Діаса, вбивають його, захоплюють маєток і створюють свій власний мафіозний клан. З самого початку у Томмі почалися проблеми з бізнесом. Господарі магазинів у торговельному центрі відмовилися платити новому босові, який прийшов на зміну старому. Тоді Томмі особисто приїжджає туди і розбиває вітрини, нагнавши страху на господарів.
Пізніше до Томмі дзвонить лідер банди кубинців Умберто Робіна і просить приїхати до нього в кафе в Маленькій Гавані. Там Умберто пропонує Томмі роботу і Томмі погоджується. Ще через деякий час до Томмі дзвонить Кент Пол і пропонує підзаробити допомагаючи рок-гурту Love Fist. Томмі погоджується і на це. Паралельно з цим Томмі скуповує більшу частину бізнесу у Вайс-Сіті, перетворюючи його в кримінальний, зокрема фабрику морозива, яка торгує наркотиками під виглядом морозива, друкарню, де незабаром починається виготовлення фальшивих грошей та човнову майстерню, на човнах якої згодом почали перевозити наркотики. Також він купує клуб Малібу в якому планує пограбування банку, яке згодом і здійснює.
Дізнавшись про успіхи Томмі, Сонні Фореллі посилає в Вайс-Сіті своїх людей, щоб вони обклали податком весь бізнес Томмі. Про це дізнається Кен Розенберг і негайно повідомляє Томмі. Томмі знаходить людей Сонні та вбиває їх. Через це Сонні скаженіє від люті і вирішує приїхати в Вайс-Сіті особисто. Томмі встигає надрукувати на друкарні фальшиві гроші, які він збирається віддати Сонні під виглядом справжніх. Коли Сонні Фореллі приїжджає, він приходить у маєток Томмі за своїми грошима. Його зустрічають Томмі, Кен Розенберг і Ленс Венс. Томмі віддає Сонні гроші, але Сонні каже що гроші фальшиві і між ними починається перестрілка, в ході якої Ленс зраджує Томмі і переходить на сторону Сонні. Томмі вбиває Ленса, а потім і Сонні. Убивши їх обох і ще кілька десятків людей Фореллі, Томмі разом з Кеном міркує про те, що загрози з півночі більше немає, тому це непогана можливість розгорнути свій бізнес на півдні.

## Основні персонажі

### Кен Розенберг
Перша поява: "Introduction"

Остання поява: "Keep Your Friends Close..."
Кен Розенберг - тіньовий невротичний адвокат, який працює в юридичній фірмі «Розенберг і Партнери». Розенберг зустрів Томмі Версетті в Міжнародному Аеропорту Ескобар в Вайс-Сіті і залишився лояльним до нього протягом всього сюжету. На початку гри Кен допомагає Томмі влаштуватися в місті. Саме завдяки Кену Томмі знайомиться з полковником Картесом та будівельним магнатом Ейвері Керрінгтоном. Він забезпечує звільнення Томмі з в'язниці кожен раз, коли того заарештовують, і в таких ситуаціях його голос іноді можна почути по телефону («Томмі Версетті — невинний!», «Офіцер, Ви дійсно думаєте, що мій клієнт здатний на такі дії?», «Томмі Версетті навіть не володіє зброєю!»). Також іноді можна почути як Томмі просить, щоб поліція подзвонила його адвокату Кену Розенбергу. Після завершення гри Кен стає діловим партнером Томмі, але через деякий час Томмі відправляє Кена лікуватися від наркозалежності в лікарню в містечку Форт-Карсон в штаті Сан-Андреас. Після завершення лікування, Кен намагається додзвонитися Томмі, але той не відповідає, тому Кену доводиться самому шукати собі роботу.
Персонаж Розенберга заснований на адвокаті Девіді Кленфелді із фільму «Шлях Карліто». Обидва персонажі дуже схожі один на одного, мають однакове кучеряве волосся, і обидва мають прогресуючу параною та наркозалежність. Робочі кабінети обох адвокатів також майже ідентичні.

### Сонні Фореллі
Перша поява: "Introduction"

Вбитий в: "Keep Your Friends Close..."
Сонні Фореллі є доном італійської мафіозної родини Фореллі в Ліберті-Сіті та головним антагоністом гри. В 1986 році родина Фореллі є найвпливовішою в Ліберті-Сіті. Сонні став головою мафіозної родини в досить ранньому віці і почав замовляти вбивства членів конкуруючих банд, що принесло його мафіозній родині успіх. Також він призначив свого друга Томмі Версетті на високу посаду в своїй мафіозній родині. Але згодом, злякавшись невпинно зростаючого впливу Томмі, Сонні влаштовує йому засідку. Томмі виживає в цій засідці, але його заарштовують. Томмі повинен був бути засуджений до смертної кари, але в обмін на мовчання на суді, Сонні допоміг йому змінити вирок на 15 років ув'язнення.
Перед початком гри Сонні стурбований зростанням впливу конкуруючих мафіозних родин в Ліберті-Сіті, зокрема родини Леоне, які починають забирати в Фореллі наркобізнес в Ліберті-Сіті. Побоюючись, що це може послабити родину Фореллі, Сонні вирішує розширяти свій бізнес на південь та спробувати налагодити свій наркобізнес в Вайс-Сіті. В той же час Томмі Версетті виходить із в'язниці і Сонні вважає, що його поява на вулицях Ліберті-Сіті може нашкодити його бізнесу. Тому Сонні вирішує вбити двох зайців одним пострілом і відправляє Томмі в Вайс-Сіті щоб, по-перше, налагодити там свій наркобізнес, а по-друге відіслати Томмі подалі від очей.
Сонні дає Томмі три мільйони доларів та відправляє до Вайс-Сіті купити на ці гроші наркотики в місцевої мафіозної родини Венс. Але на місці проведення угоди на Томмі та Венсів нападають невідомі. Томмі доводиться втікати залишивши гроші. Коли Сонні про це дізнається то сильно розлючується і обіцяє вбити Томмі якщо він не поверне гроші чи товар. Після цього Томмі починає влаштовуватись в місті, його вплив росте. Сонні вимагає від Томмі віддати йому його частину від прибутку від бізнесу Томмі, але Томмі відмовляється. Тоді Сонні відправляє своїх людей в Вайс-Сіті щоб забрати свою частку силою, але Томмі про це дізнається і вбиває його людей. Розлючений Сонні вирішує приїхати в Вайс-Сіті і особисто відібрати свою частку, а заодно ще раз потребувати в Томмі гроші, втрачені ним під час невдалої угоди. Ленс Венс, який зрадив Томмі через те, що думав що Томмі обманює його, попереджає Сонні що Томмі спробує віддати йому фальшиві гроші під виглядом справжніх. Коли Сонні приходить до маєтку Томмі, той дійсно намагається віддати Сонні фальшиві гроші, але Сонні знаючи про це вимагає в Томмі віддати йому справжні гроші. Між Томмі та людьми Сонні починається перестрілка в якій Томмі вбиває Сонні.

### Ленс Венс
Перша поява: "Introduction"

Вбитий в: "Keep Your Friends Close..."
Ленс Венс є наркоторговцем домініканського походження та братом лідера мафіозної родини Венс Віктора Венса. Ленс разом із своїм братом на початку гри брав участь в угоді по продажу наркотиків Томмі Версетті. Коли на місце проведення угоди напали невідомі, лише йому, Томмі Версетті і Кену Розенбергу вдалось втекти і залишитися живими. Після цього Ленс почав з'ясовувати хто напав них напав щоб повернути собі гроші або товар, а також щоб помститися за свого брата. Спочатку Ленс робить це самостійно, але потім приєднується до Томмі і вони разом з'ясовують, що в усьому винен наркобарон Рікардо Діас. Ленс намагається вбити Діаса самостійно, але йому це не вдається і Діас бере його в заручники. Кент Пол повідомляє Томмі про те що трапилось і Томмі рятує Ленса. Пізніше вони разом нападають на маєток Діаса, вбивають його, захоплюють маєток і створюють свій власний мафіозний клан.
Спочатку Ленс допомагає Томмі у встановленні його власного мафіозного клану, але із ростом впливу та багатства Томмі, він починає вимагати в Томмі більшу частку, у чому Томмі йому відмовляє. Через це Ленс потайки зраджує Томмі і переходить на сторону Сонні Фореллі. Зокрема він повідомляє Сонні, що Томмі збирається віддати йому фальшиві гроші під виглядом справжніх. Коли Сонні приходить до маєтку Томмі, то Ленс вже відкрито переходить на сторону Сонні. Починається перестрілка в якій Томмі вбиває і Сонні, і Ленса.

### Рікардо Діас
Перша поява: "The Party"

Вбитий в: "Rub Out"
Рікардо Діас є найвпливовішим колумбійським наркобароном в Вайс-Сіті, який живе у своєму розкішному маєтку на острові Старфіш. Також є психічно неврівноваженим і розлючується через дрібниці. Є другим найголовнішим антагоністом гри.
Перед початком гри Рікардо Діас, побоюючись появи родини Фореллі із Ліберті-Сіті на наркоринку Вайс-Сіті, а також через поступове захоплення своєї наркоімперії родиною Венсів, він влаштовує засідку на місці проведення угоди між Фореллі та Венсами. Після цього Діас починає знищувати в зародку усю конкуренцію, замовляючи вбивства навіть наркодилерів-початківців. Пізніше його знайомий полковник Кортес пропонує Томмі і Ленса для захисту місця проведення його угоди з кубинцями. Під час проведення угоди на неї нападають гаїтяни і Томмі разом з Ленсом успішно відбивають їх атаку. Одразу після цього Діас пропонує Томмі та Ленсу працювати на нього і вони погоджуються. Діас доручає Томмі і Ленсу вистежити й убити крадія, який краде в нього гроші, викрасти для нього найшвидший моторний човен в Вайс-Сіті та з'їздити на ньому за наркотиками.
Через деякий час Томмі та Ленс дізнаються що саме Діас влаштував засідку на місці проведення угоди. Ленс, дізнавшись про це, намагається самостійно вбити Діаса, але йому це не вдається і люди Діаса беруть Ленса в заручники. Томмі звільняє Ленса, а через деякий час вони разом нападають на маєток Діаса, вбивають його таа забирають собі його маєток та наркоімперію.

## Другорядні персонажі

### Полковник Хуан Гарсіа Кортес
Перша поява: "The Party"

Остання поява: "All Hands On Deck"
Хуан Гарсіа Кортес є полковником у відставці, який служив у неназваній латиноамериканській країні. В нього є дочка на ім'я Мерседес. Він живе на власній яхті пришвартованій на пірсі в Оушен-Біч в Вайс-Сіті. Полковник сильно нашкодив французькому уряду, тому через деякий час він змушений покинути місто через напади на нього агентів французьких спецслужб. Полковник допомагав влаштувати зустріч між Томмі Версетті та родиною Венсів, яка згодом була зірвана. Після того, як ця зустріч була зірвана, він докладав усіх зусиль що дізнатися хто це зробив. Врешті за його допомогою Томмі і Ленс Венс дізналися, що за цим нападом стоїть колумбійський наркобарон Рікардо Діас.

### Кент Пол
Перша поява: "The Party"

Остання поява: "Psycho Killer"
Молодий англієць, який працює у сфері музики, але стверджує, що він таємний керівник у світі криміналу. «Кент Пол» це можливо вигадане ім'я. Його реальне ім'я може бути невідомим, хоча в ранньому голосовому кліпі він називає себе «Пол з Кента». Його також називають «КП», «Пауло» і «Кентом». Він просить місцеву банду байкерів забезпечити захист для гурту, який він представляє, але свариться з «Великим» Мітчем Бейкером, і його викидають з бару.
Пол — відомий підлиза серед еліти всього Вайс-Сіті, тому знає всі чутки. У нього є інформація щодо більшості головних фігур злочинного світу в місті, і здається, він має контакти в деяких підрозділах SWAT. Томмі також використовує його кілька разів заради важливої інформації. Він також, однак, патологічний брехун і, можливо, алкоголік. Кент працює менеджером рок-гурта Лав Фіст і зазвичай знаходиться в Клубі Малібу, найбільшому нічному клубі Вайс-Сіті, який згодом купує Томмі Версетті. У п'яному дзвінку по телефону Томмі в кінці гри, Пол інсинує, що він повертається з ганьбою назад в Англію. Кент стверджує, що переїхав в Сполучені Штати в 1982-му у віці 17 років, що передбачає його народження в 1964 або 1965 році.

### Ейвері Керрінгтон
Перша поява: "The Party"

Остання поява: "Shakedown"
Ейвері Керрінгтон є успішним будівельним магнатом та землевласником з Техасу. Він використовує різноманітні методи для усунення конкурентів та маніпуляцій з цінами на нерухомість, в тому числі підпали, підбурювання бунтів, хабарництво, залякування та вбивства. Він носить ковбойський капелюх і ковбойський костюм, розмовляє на техаському діалекті, і взагалі, є техасцем до мозку кісток. Має свого учня на ім'я Дональд Лав, якого навчає тонкощам ведення бізнесу. Ейвері є частим гостем на вечірках полковника Кортеса а також одним з найбільших клієнтів Кена Розенберга. Саме завдяки Кену Розенбергу Томмі знайомиться з Ейвері. Томмі виконує декілька завдань для Ейвері, пов'язаних із усуненням конкурентів або маніпуляціями з ціною на нерухомість. Пізніше він допомагає Томмі купити його перший бізнес, який згодом переріс у величезну імперію. Також зображення Ейвері можна побачити на одному з казино в Лас-Вентурасі в 1992 році.

### Умберто Робіна
Перша поява: "Stunt Boat Challenge"

Остання поява: "Trojan Voodoo"
Умберто Робіна є лідером кубинської банди, яка ворогує з гаїтянською бандою, та власником кафе в Маленькій Гавані, в якому весь час і сидить. Він хоче почати повномасштабну війну з бандою гаїтян. Умберто Робіна дзвонить на мобільний телефон Лео, ще не знаючи що той вже вбитий, і пропонує йому роботу. Томмі бере слухавку і пояснює йому, що він вбив Лео і забрав його телефон. Умберто каже, що в Томмі мають бути "великі cojones", якщо він вбив Лео, і пропонує роботу Томмі. Томмі погоджується. Коли Томмі приїжджає в кафе до Умберто Робіни, той спочатку хоче подивитися як Томмі керує моторним човном. Коли Томмі показує, що може керувати моторним човном дуже гарно, повага Умберто Робіни до нього різко зростає. Після цього Умберто Робіна дає Томмі завдання, пов'язані із завданням шкоди ворожій банді гаїтян, останнім з яких є підрив накрофабрики гаїтян, який повністю усуває їх з наркобізнесу. Після цього він стає гарним другом Томмі.

### Тітка Поулет
Перша поява: "Juju Scramble"

Остання поява: "Dirty Lickin's"
Тітка Поулет є старою жінкою та лідером банди гаїтян. Вона дає Томмі зілля, яке змушує його працювати на неї. Вона дає Томмі завдання, пов'язані із нанесенням шкоді ворожій їй банді кубинців. Кожного разу коли Томмі приходить до неї, він не пам'ятає що вже був в неї. Коли дія зілля тітки Поулет закінчується, Томмі зовсім не пам'ятає що працював на неї. Після цього Томмі по завданню лідера кубинської банди Умберто Робіни підриває наркофабрику гаїтян, через що тітка Поулет злиться на Томмі. Вона дзвонить Томмі і каже, що не хоче більше його бачити в своєму районі.

### Рок-гурт «Love Fist»
Перша поява: "The Party"

Остання поява: "Psycho Killer"
Шотландський рок-гурт «Love Fist», чиїм менеджером є Кент Пол, приїжджає на концерт в Вайс-Сіті. Солістів цього гурту звуть Джезз Торрент, Віллі, Дік та Персі. Всі четверо є бісексуалами. Персі поєднує в собі риси британського гурту Duran Duran, а інші є пародією на американський рок-гурт Mötley Crüe. Інтерв'ю Джезза Торрента а також дві пісні цього гурту, "Dangerous Bastard" та "Fist Fury", можна почути на внутрішньоігровому радіо. Також Джезза Торрента можна почути на радіо в Grand Theft Auto: San Andreas, де він рекламує культ "Епсилон".
Менеджер гурту Кент Пол пропонує Томмі попрацювати на них. Томмі усіляко їм допомагає: знаходить для них наркотики та повій, охороняє їх та домовляється з лідером банди байкерів Мітчем Бейкером про те, що байкери будуть охороняти концерт рок-гурту. У рок-гурта є вороги, які іноді нападають на гурт, і Томмі доводиться захищати музикантів від них. Один із них навіть заміновує лімузин рок-гурту, і Томмі доводиться його розміновувати.

### Мітч Бейкер
Перша поява: "Alloy Wheels of Steel"

Остання поява: "Hog Tied"
Мітч Бейкер є лідером банди байкерів в Даунтауні, Вайс-Сіті, а також ветераном Війни у В'єтнамі, де він отримав нагороду Пурпурове Серце за знищення в'єтконгівського поселення. Він має мотоцикл Фрівей, яким дуже дорожить. Також він іноді дзвонить на радіостанцію V-Rock та жаліється, що вони ставлять занадто легку музику і вимагає ставити важчу музику.
Коли рок-гурт «Love Fist» приїжджає в Вайс-Сіті, їхній менеджер Кент Пол іде до Мітча Бейкера щоб домовитися про охорону концерту, але розмова не вдається і байкери викидають Кента Пола із будівлі свого клубу. Після цього Кент Пол просить Томмі спробувати домовитись з Мітчем Бейкером. Коли Томмі приходить до Мітча, той погоджується організувати охорону рок-концерту, якщо Томмі виконає для нього декілька завдань. Спочатку Мітч каже Томмі взяти участь в гонці на мотоциклах. Томмі перемагає в гонці. Після цього Мітч просить Томмі влаштувати різанину на вулиці. Наостанок Мітч просить Томмі повернути йому мотоцикл, який в нього вкрала банда "Акули". Коли Томмі повертає Мітчу його мотоцикл, той підтверджує свою обіцянку забезпечити охорону концерту.

### Філ Кессіді
Перша поява: "The Shootist"

Остання поява: "Boomshine Saigon"
Філ Кессіді є неперевершеним стрільцем, експертом по зброї та торговцем зброєю. Хоча Філ Кессіді стверджує, що служив в різних підрозділах армії, в армійських документах значиться, що його неодноразово не брали на службу через пияцтво та поганий характер. Вперше Томмі зустрічає його в тирі в магазині зброї в Даунтані коли шукає стрільця для пограбування банку. Філ каже, що погодиться, якщо тільки Томмі гарно стріляє. Томмі демонструє свою стрільбу і вражений нею Філ погоджується взяти участь в пограбуванні банку. Через деякий час після успішного пограбування Філ дзвонить Томмі і просить приїхати до нього. Коли Томмі приїжджає, Філ просить його пограбувати конкурентів, які теж торгують зброєю. Томмі це успішно робить. Коли Томмі приходить до Філа наступного разу, той знаходиться в стані сильного алкогольного сп'яніння. Попри це, Філ хоче випробувати свою нову вибухівку. Він натискає на детонатор, але нічого не відбувається. Філ підходить до вибухівки щоб подивитись що з нею, і вона вибухає, коли Філ стоїть поруч. Філу відриває руку і Томмі доводиться везти його в лікарню. Пізніше, в 2001 році під час гри Grand Theft Auto III Філ стверджує, що втратив руку на війні, що є неправдою. Також після цього Філ продає Томмі рідку та дуже потужну зброю.

### Мерседес Кортес
Перша поява: "The Party"

Остання поява: "Love Juice" або "Recruitment Drive"
Мерседес Кортес є дочкою полковника Хуана Гарсіа Кортеса. Полковник знайомить Томмі з нею на своїй вечірці в самому початку гри. Пізніше, коли полковник вимушений покинути місто, він просить Томмі приглянути за нею. Ще пізніше Мерседес проводить час із членами рок-гурту «Love Fist» і знімається в порнофільмах на студії "Інтерглобал Філмс" разом із знаменитою порноакторкою Кенді Сакс. Також у аудіофайлах гри можна знайти діалоги, які не увійшли в гру, в яких демонструється близькість Томмі та Мерседес. В кінці гри схвильований полковник дзвонить Томмі і питає чи дійсно Мерседес збирається стати адвокатом. Томмі заспокоює полковника та переконує його, що Мерседес не збирається ставати адвокатом. Томмі "забуває" сказати полковнику, що Мерседес знімається в порнофільмах.

## Інші персонажі
- Лео Тіл — працює кухарем у районі Оушен-Біч, а також потайки дуже успішно підробляє кілером. Він регулярно працює на агентство кілерів, кероване людиною, відомим тільки як «містер Блек». Замовлення приймає від «містера Блека» через різні таксофони, розташовані по всьому Вайс-Сіті. Томмі Версетті шукає його заради інформації по зірваній угоді, але конфронтація кінчається тим, що Тіл гине, а його мобільний телефон переходить до нового власника. Потім стає ясно (телефонних розмов), що Тіл був безпосередньо залучений в засідку на початку, і мається на увазі, що Тіл організовував це з волі «містера Блека», від імені Рікардо Діаса. Також відкривається, що Тіл брав участь у спробах знайти покупця для кокаїну, яким Діас заволодів. Також відомо, що Лео працював на Умберто Робіну, лідера кубинської банди.
- Ернест Келлі - старий працівник типографії, який друкує фальшиві гроші. Томмі сприймає його як батька, оскільки сам в дитинстві працював із батьком у типографії.
- Стів Скотт - кінорежисер, який працює на студії "Інтерглобал Філмс" та знімає в основному порнографічні фільми.
- Кенді Сакс - порноакторка з величезними грудьми. Є коханкою конгресмена Алекса Шраба. Під час гри починає працювати на студії "Інтерглобал Філмс"
- Алекс Шраб - корумпований крайньо-правий конгресмен, коханкою якого є Кенді Сакс. Під час гри Томмі разом зі Стівом Скоттом починають його шантажувати після того, як Томмі робить фотографію Алекса Шраба в жіночому одязі.
- Гіларі Кінг — талановитий і трохи нервовий водій, який брав участь в пограбуванні банку разом із Томмі.
- Кем Джонс — майстер із відчинення сейфів. Був пійманий за крадіжку, але згодом визволений Томмі. Брав участь в пограбуванні банку разом із Томмі.